# Hypericum gnidioides
Hypericum gnidioides är en johannesörtsväxtart som beskrevs av Berthold Carl Seemann. Hypericum gnidioides ingår i släktet johannesörter, och familjen johannesörtsväxter. Inga underarter finns listade i Catalogue of Life.